# (34704) 2001 OS80
2001 OS80 (asteroide 34704) é um asteroide da cintura principal. Possui uma excentricidade de 0.13399240 e uma inclinação de 13.54647º.
Este asteroide foi descoberto no dia 29 de julho de 2001 por LINEAR em Socorro.